# Hubert Josef Cadenbach

Hubert Josef Cadenbach

Hubert Josef Cadenbach (* 24. Januar 1800 in Kirchberg (Hunsrück); † 26. Dezember 1867 in Metternich) war ein deutscher Jurist und von 1857 bis 1867 Oberbürgermeister von Koblenz.

## Leben und Beruf
Cadenbach wurde als Sohn eines späteren Bürgermeisters geboren und studierte in Heidelberg Rechtswissenschaften. Er arbeitete als Advokatanwalt, als Assessor in Kirn sowie ab 1833 als Justizrat und städtischer Beigeordneter in Koblenz.
Er war verheiratet und hatte zwei Kinder, Helene und Fritz. Nach seinem Rücktritt als Oberbürgermeister zog er sich nach Metternich zurück und verstarb verbittert Weihnachten 1867. Er wurde auf dem Hauptfriedhof Koblenz auf Feld 16 beerdigt; sein Familiengrab besteht dort noch.

## Wirken als Koblenzer Oberbürgermeister
Cadenbach wurde am 18. Mai 1857 mit knapper Mehrheit zum Bürgermeister von Koblenz gewählt und war damit der Erste, der nach der preußischen Städteordnung in freier Wahl nominiert wurde. Alle seine Vorgänger wurde noch von der preußischen Regierung ernannt. Den Titel Oberbürgermeister erhielt er am 16. Februar 1859 verliehen, damit war auch das Recht verbunden, eine goldene Amtskette zu tragen. Der Stadtrat beschloss erstmals am 12. März 1859 die Anschaffung einer solchen Amtskette für Koblenz.
Die Anlagen der Festung Koblenz schränkten die Entwicklungsmöglichkeiten der Stadt stark ein. Mit Bau der Rheineisenbahn und der Moseleisenbahnbrücke wurde erstmals die preußische Stadtbefestigung von Koblenz durchbrochen. Unter dem Jubel der Bevölkerung lief am 11. November 1858 der erste Zug mit der girlandengeschmückten Lokomotive „Windsbraut“ im provisorischen Rheinbahnhof in der Fischelstraße ein. 1859 wurde die Strecke von Koblenz nach Bingerbrück verlängert und der Rheinbahnhof weiter ausgebaut. Ab 1864 wurde das Eisenbahnnetz mit der Einweihung der Pfaffendorfer Brücke über den Rhein erweitert.
In Cadenbach Amtszeit fiel ferner die Gründung des Katholischen Lesevereins (1833) und der Bau des Görreshauses (1866). Koblenz schied am 15. Mai 1857 aus dem Bürgermeistereiverband aus. Damit wurden Kapellen-Stolzenfels, Rhens, Moselweiß und Neuendorf mit der Bürgermeisterei Sankt Sebastian vereinigt. Koblenz verblieb aber noch bis 1887 im Landkreis, bis es schließlich kreisfrei wurde. Die Eingemeindung von Lützel und Neuendorf nach Koblenz wurde bereits 1859 beantragt, erfolgte aber erst 1891.
Die Amtsführung vom Cadenbach war eher glücklos. So wurden ihm grobe Vernachlässigung seiner Aufsichtspflicht im Haushaltswesen vorgeworfen. Grund war, dass der Kassenleiter 46.714 Taler veruntreut hatte, ein halber Jahresetat von Koblenz, und damit geflohen war. Der Stadtrat beschloss deshalb Cadenbachs vorzeitige Abberufung, aber dieser kam mit der Niederlegung seines Amts am 11. Mai 1867 zuvor. Sein Nachfolger wurde am 4. September 1867 Karl-Heinrich Lottner.